# V1668 Cygni

V1668 Cygni var en nova som uppträdde i stjärnbilden Svanen i september 1978. Den maximala magnituden blev +6.